# Elisabeth de Flavigny
Maria Elisabeth de Flavigny, geboren als Maria Elisabeth Bethmann (* 21. Juli 1772 in Frankfurt am Main; † 28. Januar 1847 in Paris), entstammte der alteingesessenen Frankfurter Bankiersfamilie Bethmann. Sie war die Mutter der Schriftstellerin Marie d’Agoult und Großmutter von Cosima Wagner.

## Leben
Elisabeth Bethmann wuchs mit einem Bruder und zwei Schwestern in einer wohlhabenden, angesehenen Frankfurter Bankiersfamilie auf. Ihre Eltern waren der Kaufmann und Bankier Johann Philipp Bethmann (1715–1793) und dessen Ehefrau Katharina Margarethe (1741–1822), eine Tochter des Frankfurter Schöffen und Ratsherrn Anton Schaaf (1688–1746), die in Frankfurt noch bis ins hohe Alter einen bedeutenden Salon führte und sowohl mit der Mutter Goethes als auch mit Madame de Staël bekannt war.
Im Alter von siebzehn Jahren heiratete Elisabeth am 11. März 1790 in Frankfurt den wesentlich älteren Bankier Johann Jakob Bußmann (1756–1791), einen Teilhaber der Bank ihres Vaters. Ihre Tochter Auguste Bußmann, die von 1807 bis 1814 mit dem Dichter Clemens Brentano verheiratet war, wurde im Januar 1791 geboren. Im April desselben Jahres verstarb ihr Ehemann, und ihr älterer Bruder Simon Moritz von Bethmann übernahm zunächst die Vormundschaft für das Kind.
Am 29. September 1797 ging Elisabeth in Solothurn mit dem nach der Französischen Revolution von 1789 in die Schweiz emigrierten französischen Aristokraten Alexandre Victor François Vicomte de Flavigny (1770–1819) eine zweite Ehe ein. Aus dieser Verbindung gingen zwei Kinder hervor: Ihr Sohn Maurice de Flavigny, später ein ranghoher Politiker in Frankreich, wurde am 3. Dezember 1799 in Wien geboren, und am 31. Dezember 1805 kam in Frankfurt am Main ihre Tochter Marie zur Welt, die spätere Gräfin d’Agoult, Geliebte des Komponisten Franz Liszt und Mutter von Cosima Wagner. Zu Flavignys Urenkelinnen zählen Daniela von Bülow und Blandine Gravina.
Da ihr Ehemann beschlossen hatte, nach vielen Jahren des Exils in sein Heimatland zurückzukehren, erwarb Elisabeth de Flavigny am 28. Mai 1810 aus ihrem enormen Vermögen das repräsentative Schloss Château du Mortier (auch Le Mortier), ein weitläufiges Anwesen mit mehreren zugehörigen Pachtgütern nordwestlich von Monnaie im Département Indre-et-Loire am Fluss Mortier. Im Jahre 1819 erneut verwitwet, lebte Elisabeth dort weiterhin mit ihrer Tochter Marie, bis diese 1827 den Grafen d’Agoult heiratete und sich mit ihm in Paris niederließ. Das Schloss blieb bis zu ihrem Tod der Hauptwohnsitz von Elisabeth de Flavigny, die am 28. Januar 1847 im Alter von 74 Jahren in Paris starb.